# سهيموس الأرميني
جايوس يوليوس سهيموس (تُوفي عام 180) كان ملكًا عميلًا للرومان في أرمينيا.

## الحياة
كان سهيموس، أحد الشخصيات البارزة في الإمبراطورية الرومانية في القرن الثاني، من سلالة أورونتيد وهي سلالة مختلطة (فارسية كوماجينية وعربية شمسغرامية حمصية). يزعم معاصره الروائي يامبليخوس أن سهيموس هو مواطنه. يصف يامبليخوس سوهايموس بأنه أرساسيدي وأخميني في نسبه. كان من نسل الأميرة الميدية يوتابا ابنة أرتفاسديس [الإنجليزية]، التي كانت مخطوبة للأمير البطلمي ألكسندر هيليوس. لا يُعرف الكثير عن عائلة سهيموس وحياته المبكرة قبل أن يصبح ملكًا على أرمينيا، سوى أن سهيموس كان وقتها عضوًا في مجلس الشيوخ الروماني وشغل منصب القنصل في روما في تاريخ غير معروف.
في عام 144، حصل سهيموس على العرش الأرمني من الإمبراطور الروماني أنطونيوس بيوس بعد وفاة فولوجاسيس الأول [الإنجليزية]. تكريمًا لاعتلائه الأول لعرش أرمينيا، صدر في روما مرسوم يحمل صور سهيموس وأنطونينوس بيوس مع نقش "ملك مُنح للأرمن". كان سهيموس معاصرًا لحكم الأباطرة الرومان أنطونينوس بيوس، وماركوس أوريليوس ، ولوسيوس فيروس ، وكومودوس من سلالة نيرفا الأنطونية. في عهده الأول، حكم من عام 144 إلى عام 161. لا يُعرف الكثير عن فترة حكمه الأولى. يصف الروائي يامبليكوس الذي عاش في أرمينيا في وقت حكمه حكمه بأنه "خلافة لأسلافه". يمكن أن يشير هذا البيان أيضًا إلى سلفه السابق سوهايموس من حمص الذي عاش في القرن الأول.
في عام 161 أرسل فولوجاسيس الرابع البارثي [الإنجليزية] ، ابن الملك الشرعي ميثريداتس الرابع البارثي [الإنجليزية]، قواته للاستيلاء على أرمينيا وقضى على الفيالق الرومانية المتمركزة في البلاد تحت قيادة المبعوث ماركوس سيداتيوس سيفيريانوس [الإنجليزية] . ثم قام فولوغاسيس بتنصيب باكوروس [الإنجليزية] ملكًا على أرمينيا. بفضل تشجيع القائد الأصبهبذ أوسرويس، تقدمت القوات البارثية غربًا إلى سوريا الرومانية. بعد أن استولى البارثيون على أرمينيا، ذهب سوهايموس إلى المنفى السياسي، وعاش في روما حيث أصبح عضوًا في مجلس الشيوخ. 
أثارت هذه الأحداث حربًا رومانية بارثية جديدة وتم التوصل إلى السلام وفقًا للشروط الرومانية، مع إعادة تنصيب سوهايموس ملكًا على أرمينيا بواسطة لوسيوس فيروس في عام 163 أو 164. ربما أقيمت مراسم تولي سوهايموس العرش لأرمينيا للمرة الثانية في أنطاكية أو أفسس. لقد كلفت هذه الحرب روما غالياً، لأن الجيش المنتصر عاد معه من الشرق وباء انتشر بسرعة كبيرة في جميع أنحاء الإمبراطورية. حاول الإمبراطور ماركوس أوريليوس إعلان أرمينيا مقاطعة تابعة لروما، لكن انتفاضة الأرمن بقيادة الأمير تيريداتس أجبرت الرومان على التخلي عن خططهم. في عام 164، تم سك العملة اللاتينية في أرمينيا تحمل النقش ل. صحيح. أغسطس. الأرمنية وعلى الوجه الآخر الملك أرمين (الثاني).
أما وقت حكمه الثاني فهو غير معروف. حكم سهيموس من عام 163 إلى عام 186. في عهد سهيموس، استمرت أعمال البناء في العاصمة فاغارشابات. وقد بُنيَت قلعة وتحصينات دفاعية ومجمع قصور والعديد من المعابد الوثنية في المدينة. في وقت ما خلال حكمه، تم طرد سوهايموس من قبل العناصر المؤيدة لبارثيا. رجل يُدعى تيريداتس، الذي قتل ملك الأوسروينيين وأشهر سيفه في وجه بوبليوس مارتيوس فيروس [الإنجليزية]، حاكم كابادوكيا، وعندما وبخ على ذلك، أثار المشاكل في أرمينيا. كان العقاب الوحيد الذي تلقاه تيريداتيس على جرائمه هو نفيه إلى بريطانيا الرومانية على يد ماركوس أوريليوس.
نتيجة لطرد سهيموس الثاني من أرمينيا، دخلت القوات الرومانية في حرب مع البارثيين، الذين استعادوا معظم أراضيهم المفقودة في عام 166، بينما فر سوهايموس إلى سوريا. بعد تدخل ماركوس أوريليوس ولوسيوس فيروس والحكام البارثيين في الصراع، تولى ابن فولوغاسيس الرابع ملك بارثيا [الإنجليزية] ، وهو فولوغاسيس الثاني [الإنجليزية]، العرش الأرمني في عام 186.